# Ștefan Gherghel
Ioan Ștefan Gherghel (Baia Mare, 8 agosto 1978) è un ex nuotatore rumeno.
Specializzato nella farfalla, ha partecipato a tre edizioni olimpiche: Sydney 2000 e Atene 2004, Beijing 2008

## Palmarès
- Mondiali in vasca corta

Mosca  2002: bronzo nei 200m farfalla.
Indianapolis 2004: argento nei 200m farfalla.
- Europei

Helsinki 2000: bronzo nei 200m farfalla.
Madrid 2004: argento nei 200m farfalla.
- Europei in vasca corta

Riesa 2002: bronzo nei 200m farfalla.
Vienna 2004: bronzo nei 100m farfalla e nei 200m farfalla.